# Henryk IV (hrabia Bar)
Henryk IV (ur. ok. 1312, zm. 24 grudnia 1344 w Paryżu) – hrabia Bar od 1337.

## Życiorys
Henryk był jedynym synem hrabiego Bar Edwarda I i Marii, córki księcia Burgundii Roberta II. W latach 20. był zaręczony z córką króla Czech Jana Luksemburskiego Juttą (Boną). Hrabia Bar od 1337.

## Rodzina
Od 1338 był żonaty z Jolantą z Cassel, córką hrabiego Marle, Roberta (syna hrabiego Flandrii Roberta III). Mieli dwóch synów:
- Edwarda II, hrabiego Bar,
- Roberta I, następcę swego brata jako hrabia Bar, potem księcia Bar[1][2].

Jolanta po śmierci Henryka poślubiła Filipa, syna króla Nawarry Filipa III.